# Guizmo
Guizmo，本名Lamine Diakité，1991年1月21日出生于巴黎，是法国的一名男歌手。

## 生平
Guizmo出生于巴黎十三区，其童年长居于瓦朗通，他家庭贫穷，少年时期父亲的突然离世给他带来了很大的打击。2007年，Lamine因在巴黎北站附近酒后闹事而被监禁。2008年出狱后，Lamine开始进行音乐创作，并曾加入其居住地拉加雷讷新城的一个乐团“L'Entourage”。此后Lamine使用“Guizmo”作为艺名，该名称来源于电影的主角《小精灵》Gizmo。2011年，他发布了首张专辑《Normal》。2021年12月，Guizmo发布单曲《dix ans》以纪念其出道10周年。

## 作品风格
Guizmo的作品多以法国黑人青年的视角来描绘其在巴黎地区的生活，因其悲壮的伴奏及歌词而闻名，他在录制《Attendez-moi》时曾大哭。此外他的部分作品亦与家庭有关，他曾生活过的瓦朗通、拉加雷讷新城等地亦屡次在其作品中被提及。

## 专辑
- Normal（2011年）
- La Banquise（2012年）
- C'est tout（2012年）
- Jamais 203（2013年）
- Dans ma ruche（2014年）
- GPG（2016年）
- Amicalement Vôtre（2017年）
- Renard（2018年）
- GPG 2（2019年）
- Lamine（2020年）
- 10 ans（2021年）